# Atributo (gramática)
En gramática, el atributo es una función sintáctica o constituyente sintáctico que forma el núcleo o parte esencial del llamado predicado nominal, formado generalmente por un verbo copulativo (en español, ser, estar o parecer) y el citado atributo. En muchas lenguas el verbo puede elidirse en ciertas circunstancias, y en algunas lenguas, como el árabe o el ruso, esta eliminación del verbo es lo habitual. 
El atributo suele estar formado por un sintagma adjetivo («Ese chico es muy bueno»), o un sintagma nominal («Ese chico es el pintor»), que expresan una cualidad «atribuida» a un sustantivo que funciona como sujeto del citado predicado nominal; más raramente está formado por un infinitivo («Eso es mentir»), por una proposición o suboración («Ese está que trina») o por un sintagma preposicional («Ese queso parece de Burgos») o adverbial («Yo soy así»).
En muchas lenguas indoeuropeas, este tipo de predicados usa un verbo copulativo que casi no tiene valor semántico y cumple funciones sintácticas (un caso similar es el de los verbos pseudocopulativos). Es el complemento que lleva el verbo, es decir, el atributo, el que tiene prácticamente todo el significado. En algunas lenguas el atributo se indica simplemente yuxtaponiéndolo al sujeto nominal sin que medie ningún verbo.
Algunos ejemplos en castellano de oraciones con predicado nominal son:
- Ese coche es lento.
- Todos estábamos muy cansados ayer.
- Ese vestido parecía menos claro con esa luz.

Como el verbo copulativo casi no añade significado a la frase, puede ser omitido con facilidad, de forma que los atributos pueden aparecer sin él en forma de complementos predicativos, constituyendo lo que se llama predicación secundaria en una oración, paralelamente a la predicación principal, llevada a cabo por un verbo no copulativo. El resultado es que este tipo de atributos son modificados además por dicha predicación principal, como en «los viajeros llegaron cansados», esto es, dos cosas, «llegaron cansadamente», predicación principal, y «estaban o parecían cansados», predicación secundaria. En otros casos la predicación secundaria está menos ligada a la principal, como en «los jugadores llevaban sucias las camisetas», donde «sucias» califica principalmente a «camisetas». En ambos casos se habla de complementos predicativos, porque no son enteramente atributos.

## El atributo en español
Para identificar correctamente el atributo de una frase en español, hemos de saber lo siguiente:
- En ocasiones, se puede sustituir por el pronombre neutro «lo» seguido del verbo copulativo conjugado.
- A veces, admite la sustitución por el adverbio «así».

Ejemplos: Juan es testarudo → Lo es; Juan es así.
En castellano hay que tener en cuenta la diferencia entre ser y estar: no es lo mismo ser así que estar así. Sin embargo, hoy en lógica formal no se hace tal distinción porque en cualquier caso se considera como predicado que enuncia una propiedad.
- Siempre va detrás del verbo.
- Es imprescindible para la oración.

En el análisis sintáctico de las oraciones copulativas, el atributo ha de ser considerado como parte del predicado (junto con el verbo copulativo y los otros complementos, si los hubiera).
La función de atributo puede ser desempeñada en castellano por cualquier tipo de adjetivo que concuerda con el sujeto en género y número («Jesús es alto»), o un sustantivo o sintagma nominal («Pedro es un pintor»), o un adverbio («ellos son así») o un sintagma preposicional («ella es de Burgos») o un pronombre («el tuyo es aquél»).
En una oración con predicado nominal, el verbo hace de cópula entre el sujeto y el atributo, entre los que se produce una relación de identidad. El verbo ser ofrece tan poca información que puede argumentar que existe una elipsis del verbo copulativo; en tal caso, se produce una aposición que resalta aún más la identidad sujeto-predicado y no se dificulta la comprensión de la frase. Ejemplos: 
El grillo, mago, negro y chillón.
Jacinto, que es madrileño... → Jacinto, madrileño...
En la segunda oración, el verbo (ser) está elíptico; no obstante, permanece invariable la carga semántica de la oración.